# دونگا کوریتنیتسا
دونگا کوریتنیتسا (به صربی: Donja Koritnica) یک منطقهٔ مسکونی در صربستان است که در بلا پالانکا واقع شده‌است. دونگا کوریتنیتسا ۲۱۶ نفر جمعیت دارد.